# Saint-Rémy-du-Val
Pour les articles homonymes, voir Le Val (homonymie) et Saint-Rémy.
Saint-Rémy-du-Val est une commune française, située dans le département de la Sarthe en région Pays de la Loire, peuplée de 498 habitants.
La commune fait partie de la province historique du Maine, et se situe dans le Saosnois.

## Géographie
Saint-Rémy-du-Val est une petite commune rurale du Saosnois, sise à l'orée de la vaste forêt de Perseigne, dans le département de la Sarthe et l'arrondissement de Mamers. Le bourg de Saint-Rémy est à 9 km à l'ouest de Mamers, 18 km au sud-est d'Alençon et à 51 km au nord du Mans.
Une route à circulation importante traverse le nord de la commune (sans passer par les deux bourgs de Saint-Rémy et du Val) : la route départementale 311 (Alençon à Mamers). La route départementale 310 et la route départementale 117 passent en outre par le bourg de Saint-Rémy. Plusieurs chemins vicinaux relient entre eux et aux bourgs les hameaux et fermes isolées.
Le réseau hydrographique de la commune est relativement dense, en raison de son emplacement au pied des collines boisées de Perseigne, véritable château d'eau de la région. La Bienne traverse la commune du nord au sud-est. Principal cours d'eau de la commune, la plupart des autres ruisseaux qui y coulent en son tributaires : ruisseau du Val, ruisseau de la Vieille Ville. L'est de la commune, sur le haut du plateau, est en revanche dépourvu de cours d'eau.
La commune comprend deux bourgs, Saint-Rémy au centre, et le Val plus au nord, jadis chefs-lieux l'un et l'autre de deux paroisses et communes distinctes, qui ont fusionné en 1965 pour former l'actuelle commune de Saint-Rémy-du-Val.
Comme dans tout l'Ouest de la France, les écarts et fermes isolées sont nombreux :
- Château du Val-Pineau
- la Basse-Cour du Val-Pineau
- le Moulin du Val
- la Commune
- la Trotterie
- l'Epine
- la Boisselière
- Chaumitton
- la Hygotière
- Pont-Maillard
- la Margotière
- la Hutellerie
- le Prieuré
- Clinchemore
- la Maladrie
- la Croix aux Asniers
- la Petite Métairie
- le Pressoir
- le Fourneau
- les Gasneries
- Bécherel
- Haut-Bécherel
- le Parc-Sec
- le Logis de Moullins
- la Basse-Cour de Moullins
- le Bas-Moullins
- Verzé
- les Tuiles
- Beauséjour
- la Buchaille
- la Haute-Buchaille
- Le Pont
- la Berrurie
- le Pont-Gaillard
- la Lande.

|                   | Neufchâtel-en-Saosnois | Villaines-la-Carelle |
| Livet-en-Saosnois | Saint-Rémy-du-Val      | Vezot                |
| Louvigny          | Les Mées               | Saosnes              |

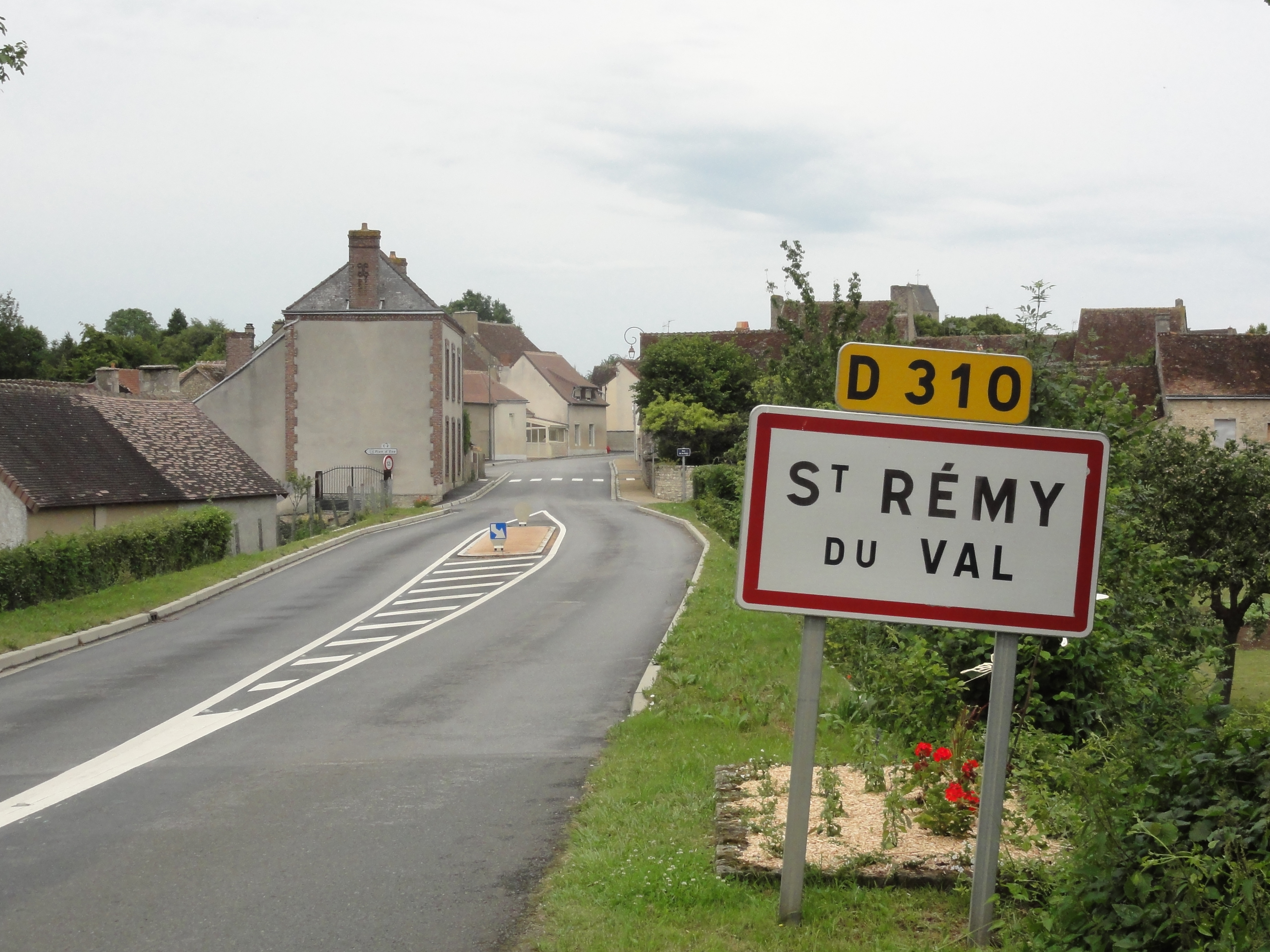
Entrée de Saint-Rémy-du-Val.
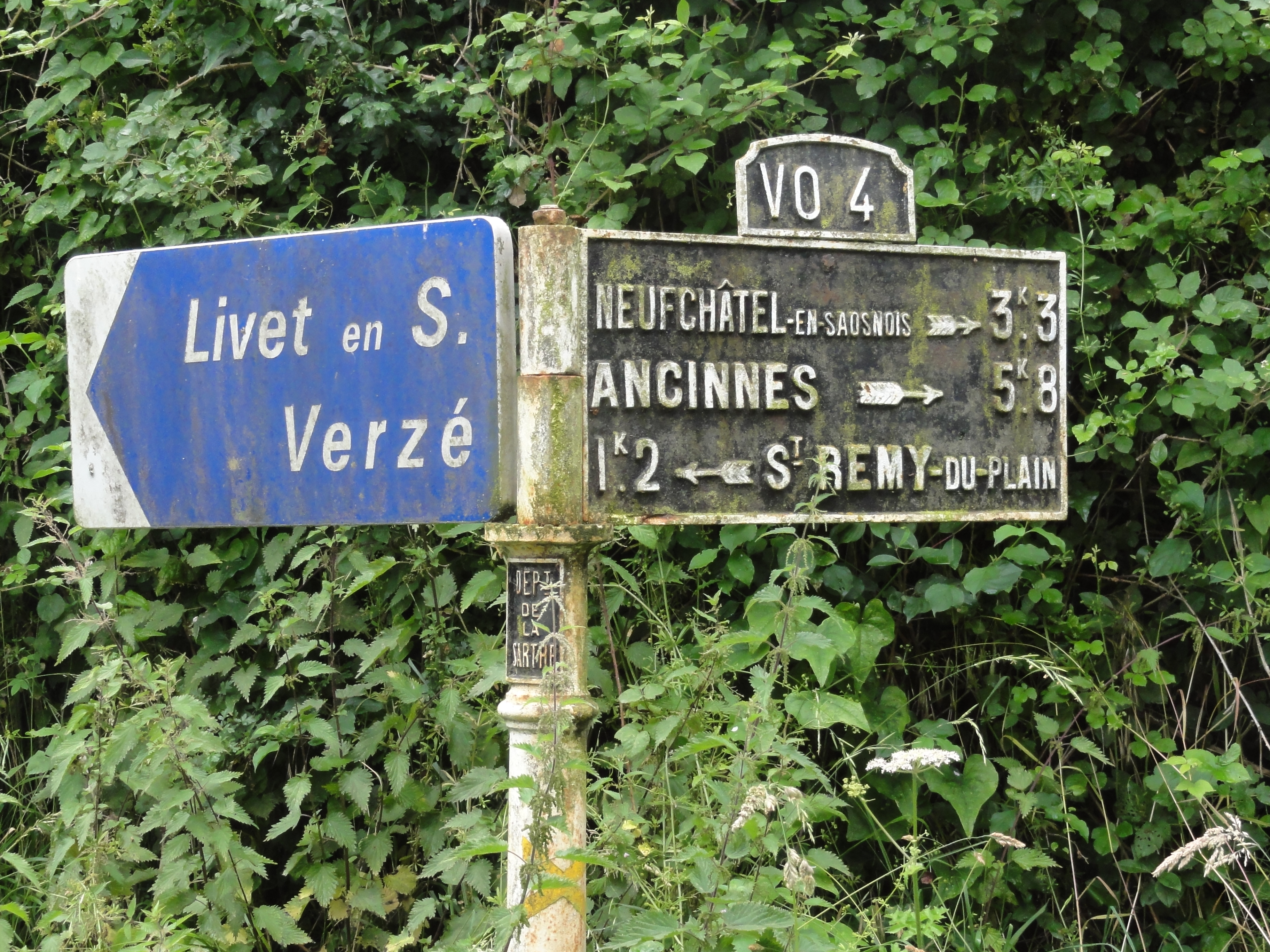
Plaque de cocher.

### Climat
Pour des articles plus généraux, voir Climat des Pays de la Loire et Climat de la Sarthe.
En 2010, le climat de la commune est de type climat océanique dégradé des plaines du Centre et du Nord, selon une étude du CNRS s'appuyant sur une série de données couvrant la période 1971-2000. En 2020, Météo-France publie une typologie des climats de la France métropolitaine dans laquelle la commune est exposée à un climat océanique altéré et est dans la région climatique  Normandie (Cotentin, Orne), caractérisée par une pluviométrie relativement élevée (850 mm/a) et un été frais (15,5 °C) et venté. 
Pour la période 1971-2000, la température annuelle moyenne est de 10,9 °C, avec une amplitude thermique annuelle de 14,1 °C. Le cumul annuel moyen de précipitations est de 744 mm, avec 12 jours de précipitations en janvier et 7,4 jours en juillet. Pour la période 1991-2020, la température moyenne annuelle observée sur la station météorologique de Météo-France la plus proche, « Commerveil_sapc », sur la commune de Commerveil à 8 km à vol d'oiseau, est de 11,9 °C et le cumul annuel moyen de précipitations est de 712,2 mm,. Pour l'avenir, les paramètres climatiques de la commune estimés pour 2050 selon différents scénarios d'émission de gaz à effet de serre sont consultables sur un site dédié publié par Météo-France en novembre 2022.

## Urbanisme

### Typologie
Au 1er janvier 2024, Saint-Rémy-du-Val est catégorisée commune rurale à habitat dispersé, selon la nouvelle grille communale de densité à sept niveaux définie par l'Insee en 2022.
Elle est située hors unité urbaine. Par ailleurs la commune fait partie de l'aire d'attraction d'Alençon, dont elle est une commune de la couronne,. Cette aire, qui regroupe 89 communes, est catégorisée dans les aires de 50 000 à moins de 200 000 habitants,.

### Occupation des sols
L'occupation des sols de la commune, telle qu'elle ressort de la base de données européenne d’occupation biophysique des sols Corine Land Cover (CLC), est marquée par l'importance des territoires agricoles (94,8 % en 2018), une proportion identique à celle de 1990 (94,8 %). La répartition détaillée en 2018 est la suivante : 
terres arables (80,7 %), prairies (13,1 %), forêts (3 %), zones urbanisées (2,2 %), zones agricoles hétérogènes (1 %). L'évolution de l’occupation des sols de la commune et de ses infrastructures peut être observée sur les différentes représentations cartographiques du territoire : la carte de Cassini (XVIIIe siècle), la carte d'état-major (1820-1866) et les cartes ou photos aériennes de l'IGN pour la période actuelle (1950 à aujourd'hui).

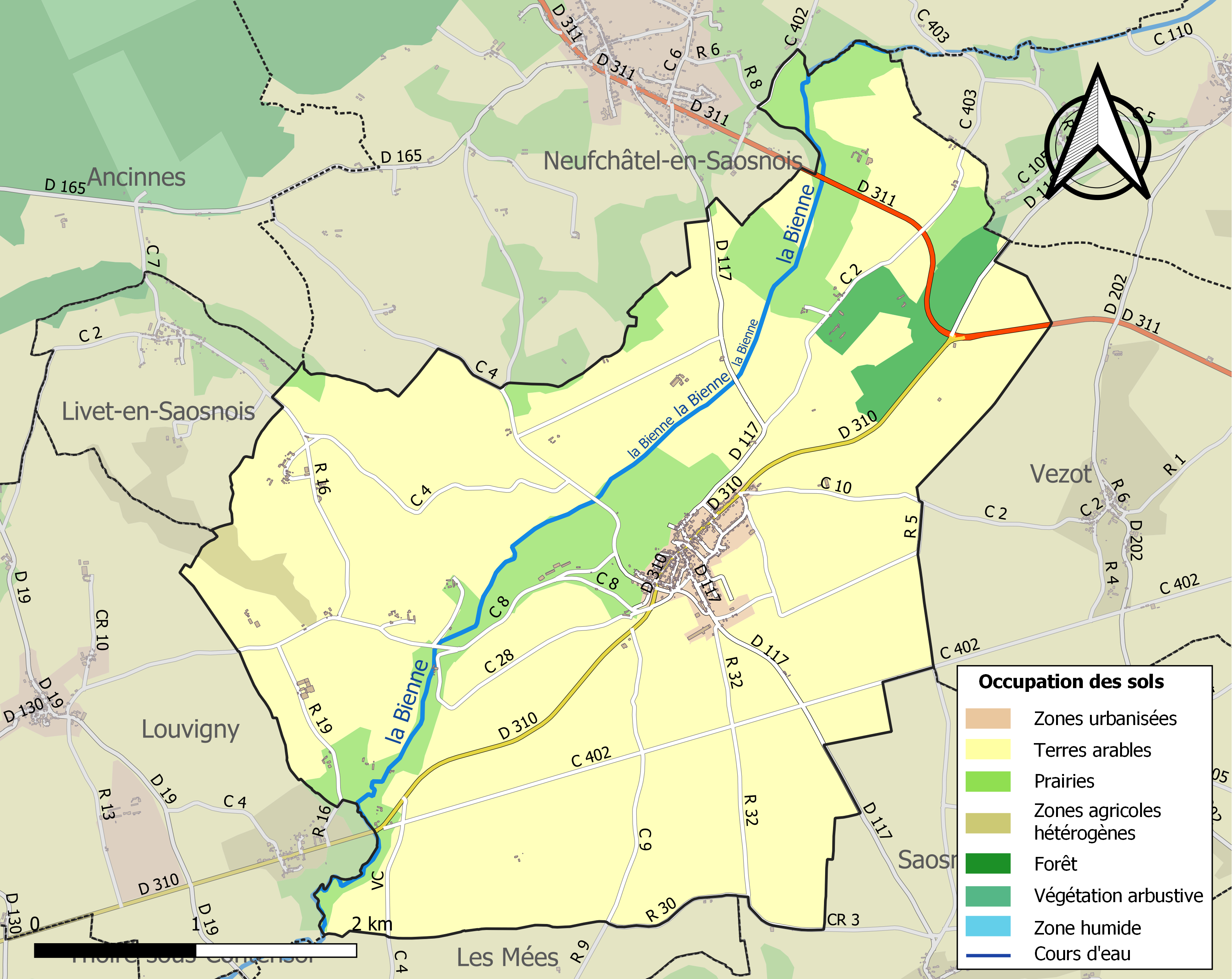
Carte des infrastructures et de l'occupation des sols de la commune en 2018 (CLC).

## Toponymie
Saint Remi du Plain avant 1801, puis Saint-Rémy-du-Plain et enfin Saint-Rémy-du-Val depuis la fusion avec Le Val au 1er janvier 1965. La commune voisine du Val comptait à l'époque 47 habitants. Charles de Gaulle, alors président de la République, est venu sceller cette union[réf. nécessaire]. D’après Dauzat et Rostaing, son ancien toponyme s’écrivait villa Sancto Rigomeri de Plano en 990, ce qui signifiait « le domaine Saint Rigomer du Plan (= du plateau) ». Ce Rigomer était un prêtre du diocèse du Mans au VIe siècle, évangélisateur du Maine. Par transfert, ce toponyme est devenu Sanctus Remigium vers 1100, soit Saint-Rémy, un saint plus prestigieux qui fut disciple de Saint-Martin, évêque de Reims, et qui baptisa Clovis. Par équité, l’église du village est d’ailleurs dédiée à la fois à saint Rigomer et à saint Rémy.
Le gentilé est Valois.

## Histoire
Le Saosnois fut occupé très tôt, c'était un pagus gallo-romain, dont la petite capitale, Saosnes, se situe à 3 km au sud du bourg de Saint-Rémy. Petit pays « tampon » entre le Perche, le comté d'Alençon, et le Maine, le Saosnois, s'il a subi au cours de l'histoire les influences de ces trois voisins, peut cependant être considéré comme mainiot. Il a ainsi toujours relevé du diocèse du Mans et appartient à la Sarthe depuis la Révolution.
Les 9 et 10 mai 1412 a lieu une grande bataille entre d'une part les Armagnacs qui tiennent la forteresse de Saint Rémy du Plain, et d'autre part les Bourguignons commandés par Waleran de Luxembourg. Malgré le renfort de Raoul IV de Gaucourt qui vient au secours des assiègés, les Bourguignons remportent une victoire décisive. Les défenseurs de la forteresse se rendent.
Deux paroisses constituaient jadis le territoire de l'actuelle commune. Le Val, ou Val-Pineau (autrefois Notre-Dame-du-Val), précocement dépeuplé, déchu de son statut de paroisse dès le milieu du XIXe siècle. La commune correspondante, quant à elle, lui survécut plus longtemps, mais dut fusionner avec sa voisine en 1965, alors qu'elle ne comptait plus que 47 habitants.
Saint Rémi du Plain avant 1801, puis Saint-Rémy-du-Plain et enfin Saint-Rémy-du-Val depuis la fusion avec Le Val au 1er janvier 1965, fut toujours un bourg plus important, du fait de son établissement le long de la route de Sillé-le-Guillaume à Mamers, à proximité d'une ancienne voie romaine.

### L'élasmosaurede Saint-Rémy-du-Val
Le squelette de ce reptile marin a été découvert au XIXe siècle lors des travaux de réaménagement de la route entre Mamers et Fresnay-sur-Sarthe. Il fut signalé pour la première fois par le géologue Jacques Triger (1801-1867) lors de la séance du 15 février 1864 de la Société géologique de France (Brignon, 2016). L'ingénieur en chef Étienne Jacques Charles de Capella (1806-1896) qui supervisait les travaux, prit les dispositions nécessaires pour conserver ce spécimen unique et assura son dépôt au Musée du Mans (ancien nom du Musée Vert, le musée d'histoire naturelle de la ville du Mans). Le squelette a été mis au jour dans des roches appartenant à l'étage aalénien du Jurassique. Cet étage daté de 175 millions d'années correspond dans la région de Mamers à un milieu marin de faible profondeur proche du littoral de l'époque.
Le squelette a été étudié et déterminé en 2005 par les chercheurs du laboratoire de paléontologie des vertébrés du Muséum national d'histoire naturelle. Il s'agit d'un plésiosaure, plus précisément du groupe des élasmosaures. Ces grands prédateurs marins sont apparus au Trias et ont disparu avec les dinosaures à la fin du Crétacé, il y a 65 millions d'années.
Ce spécimen est relativement complet. Il comprend notamment 58 vertèbres à partir desquelles il a été possible d'estimer la longueur totale de l'animal entre 3,50 et 4 mètres. L'étude des vertèbres a également permis de conclure que cet élasmosaure était un adulte. En revanche, l'absence de crâne empêche une détermination exacte du genre et de l'espèce. L'élasmosaure de Saint-Rémy-du-Val est, à ce jour, le deuxième plésiosaure le plus complet de France. Il est même le plus complet au monde pour l'étage aalénien. Il s'agit donc d'un spécimen d'une grande valeur scientifique pour comprendre l'évolution de ces prédateurs disparus.
En 2006, l'équipe du Musée Vert a réalisé une reconstitution à taille réelle de cet élasmosaure. Le squelette et cette reconstitution sont exposés en permanence au Musée Vert, dans la salle « Jurassique Sarthe ».

## Politique et administration
| Période                                  | Période       | Identité         | Étiquette | Qualité               |
| ---------------------------------------- | ------------- | ---------------- | --------- | --------------------- |
| juin 1995                                | décembre 2010 | Michel Brizard   | SE        |                       |
| février 2011                             | février 2020  | Laurent Frémon   | SE        | Technicien            |
| mai 2020                                 | En cours      | Fabienne Ménager | SE        | Adjointe gestionnaire |
| Les données manquantes sont à compléter. |               |                  |           |                       |

## Démographie
L'évolution du nombre d'habitants est connue à travers les recensements de la population effectués dans la commune depuis 1793. Pour les communes de moins de 10 000 habitants, une enquête de recensement portant sur toute la population est réalisée tous les cinq ans, les populations de référence des années intermédiaires étant quant à elles estimées par interpolation ou extrapolation. Pour la commune, le premier recensement exhaustif entrant dans le cadre du nouveau dispositif a été réalisé en 2006.
En 2022, la commune comptait 498 habitants, en évolution de −3,86 % par rapport à 2016 (Sarthe : −0,25 %, France hors Mayotte : +2,11 %).
| 1793 | 1800 | 1806 | 1821 | 1831  | 1836 | 1841  | 1846  | 1851  |
| ---- | ---- | ---- | ---- | ----- | ---- | ----- | ----- | ----- |
| 946  | 677  | 912  | 933  | 1 020 | 984  | 1 022 | 1 023 | 1 007 |

| 1856 | 1861 | 1866 | 1872 | 1876 | 1881 | 1886 | 1891 | 1896 |
| ---- | ---- | ---- | ---- | ---- | ---- | ---- | ---- | ---- |
| 966  | 883  | 912  | 842  | 804  | 741  | 729  | 684  | 641  |

| 1901 | 1906 | 1911 | 1921 | 1926 | 1931 | 1936 | 1946 | 1954 |
| ---- | ---- | ---- | ---- | ---- | ---- | ---- | ---- | ---- |
| 622  | 666  | 644  | 603  | 568  | 583  | 555  | 608  | 566  |

| 1962 | 1968 | 1975 | 1982 | 1990 | 1999 | 2006 | 2011 | 2016 |
| ---- | ---- | ---- | ---- | ---- | ---- | ---- | ---- | ---- |
| 604  | 587  | 579  | 499  | 507  | 514  | 563  | 556  | 518  |

| 2021 | 2022 | - | - | - | - | - | - | - |
| ---- | ---- | - | - | - | - | - | - | - |
| 499  | 498  | - | - | - | - | - | - | - |

## Culture locale et patrimoine

### Lieux et monuments
- Église Saint-Rigomer-et-Saint-Rémy, des XIIe, XVe et XVIe siècles, classée au titre des monuments historiques en 1911[23]. Tour-clocher du XIIe siècle coiffée d'un toit en bâtière.
- Château du Val Pineau, dans un parc boisé, construit par la famille Clinchamps au XVe siècle, remanié et agrandi par les marquis Pineau de Viennay au XVIIIe siècle. Devenu propriété de la famille Vienne en 1957, le parc du château abrita un zoo pendant plusieurs années. Pigeonnier.
- Manoir dit Logis de Moullins, des XIIIe, XIVe, XVe et XVIe siècles, inscrit au titre des monuments historiques en 1926[24].
- Manoir de Clichemore, du XVe au XVIIIe siècle.
- Ensemble castral de Saint-Rémy-du-Val, des XIe et XIIe ou XIIIe siècles, inscrit au titre des monuments historiques en 2015[25].
- Motte féodale de Lurson.
- Chapelle gothique Notre-Dame-de-Toutes-Aides, du XIVe siècle.
- Chapelle du Val, ancienne église paroissiale de la commune du Val.
- Maison de ruralité : musée du chanvre. Ce musée inauguré en mai 2001, retrace, au travers de trois thématiques, l'histoire du chanvre qui était autrefois une des activités principales exercées dans le Saosnois.
- L'ancienne gare de Saint-Rémy du-Plan et la voie verte du Saosnois.

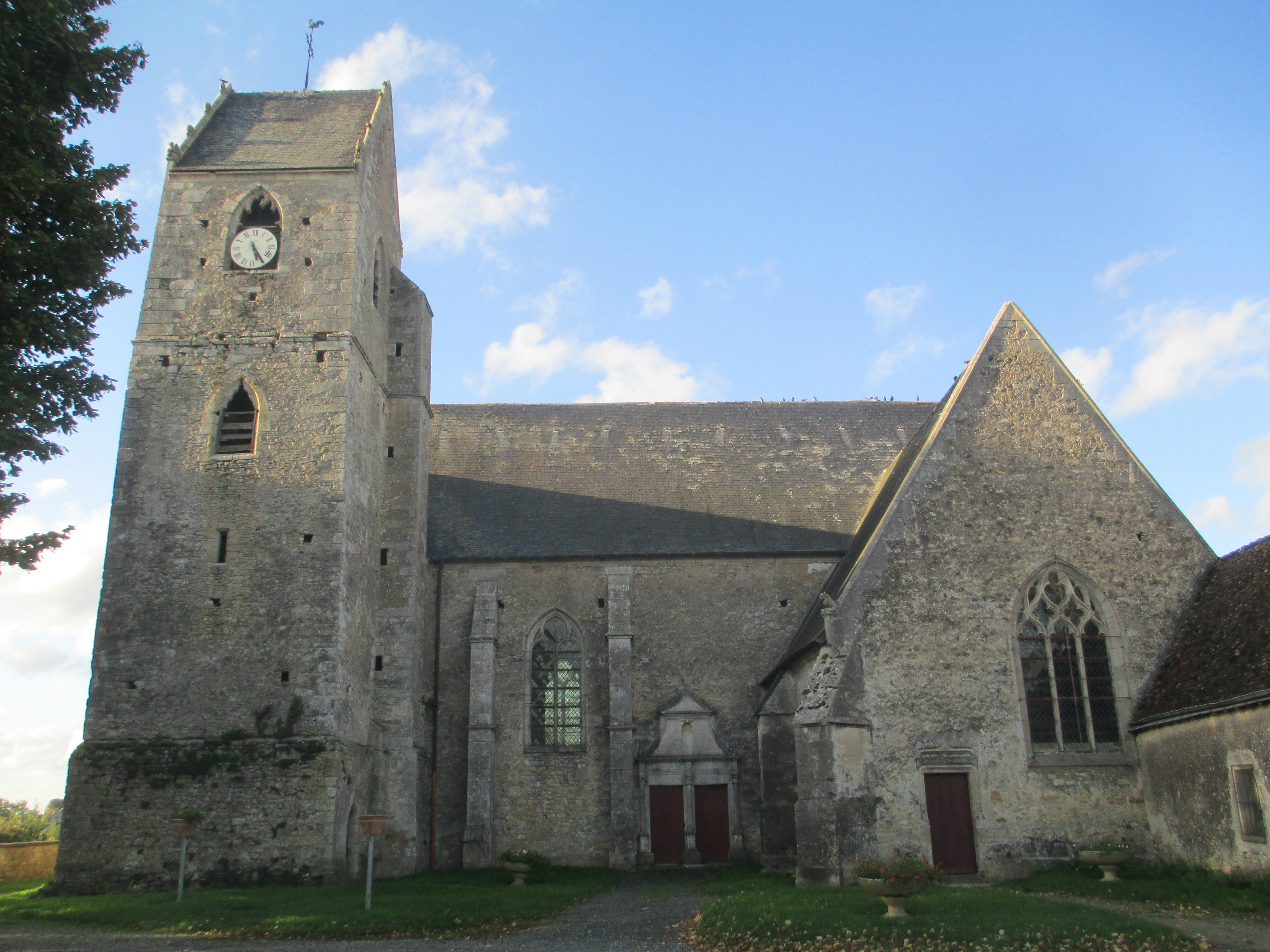
Église Saint-Rémy-et-Saint-Rigomer.
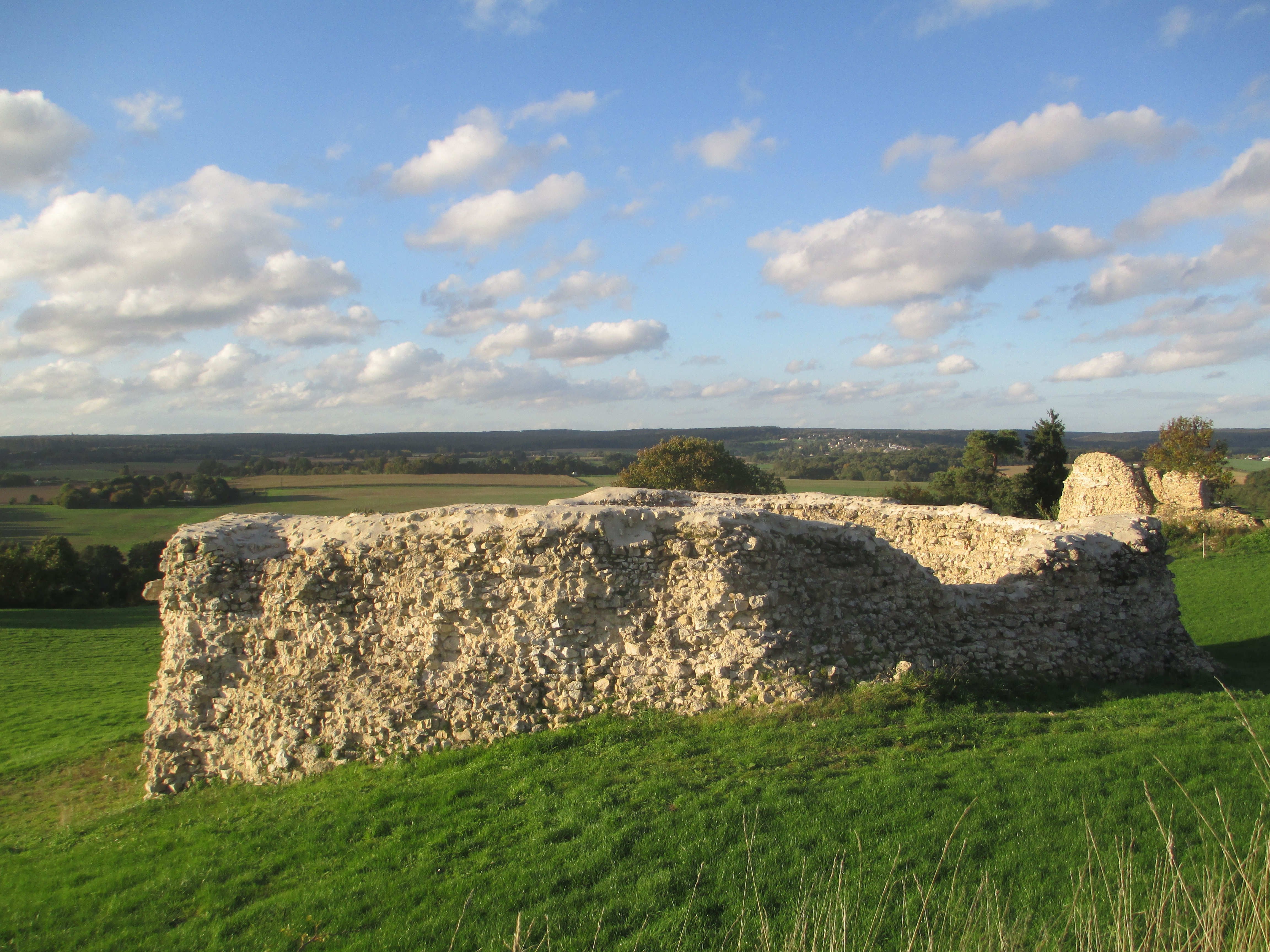
Ruines du château.
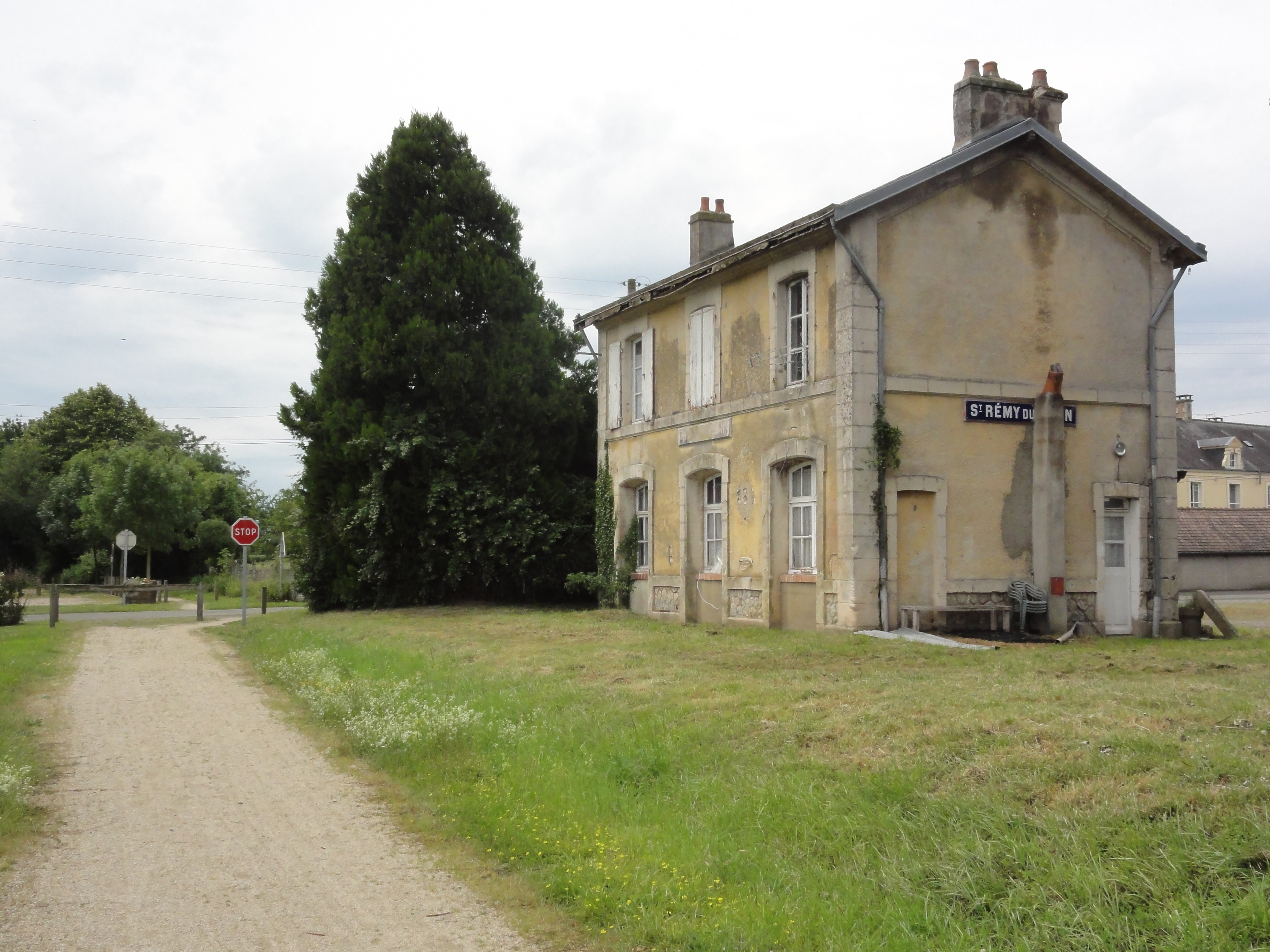
La gare et la voie verte.

### Activité et manifestations
- Pèlerinage Notre-Dame-de-Toutes-Aides.

### Héraldique
| Blason de Saint-Rémy-du-Val | Blason  | Parti: au 1er de gueules à deux fasces d'or, au 2e d'azur à la barre d'argent. |
| Blason de Saint-Rémy-du-Val | Détails |                                                                                |